# Stazione di Shin-Koiwa
La Stazione di Shin-Koiwa (新小岩駅?, Shin-Koiwa-eki) è una stazione ferroviaria di Tokyo situata nel quartiere di Katsushika che serve la linea Chūō-Sōbu e la Sōbu Rapida della JR East.

## Linee
- East Japan Railway Company
  - ■ Linea Chūō-Sōbu
  - ■ Linea Sōbu Rapida

## Struttura
La stazione è dotata di due marciapiedi a isola con quattr binari sopraelevati.
| 1 | ■ Linea Chūō-Sōbu   | per Kinshichō, Akihabara, Shinjuku e Mitaka      |
| 2 | ■ Linea Chūō-Sōbu   | per Ichikawa, Nishi-Funabashi, Tsudanuma e Chiba |
| 3 | ■ Linea Sōbu Rapida | per Kinshichō, Tokyo, Yokohama e Kurihama        |
| 4 | ■ Linea Sōbu Rapida | per Funabashi, Tsudanuma e Chiba                 |

## Stazioni adiacenti
| «                             | Servizio        | »               |
| Linea Chūō-Sōbu               | Linea Chūō-Sōbu | Linea Chūō-Sōbu |
| ----------------------------- | --------------- | --------------- |
| Hirai                         | Locale          | Koiwa           |
| Linea Sōbu Rapida             |                 |                 |
| Kinshichō                     | Locale          | Ichikawa        |
| Il Rapido pendolari non ferma |                 |                 |